# 곽동한
곽동한(郭同韓, 1992년 4월 20일~)은 대한민국의 유도 선수이다. 2016년 하계 올림픽 남자 미들급에서 동메달을 획득했으며 세계 선수권 대회에서 미들급 금메달 1개와 동메달 1개를 획득했다.

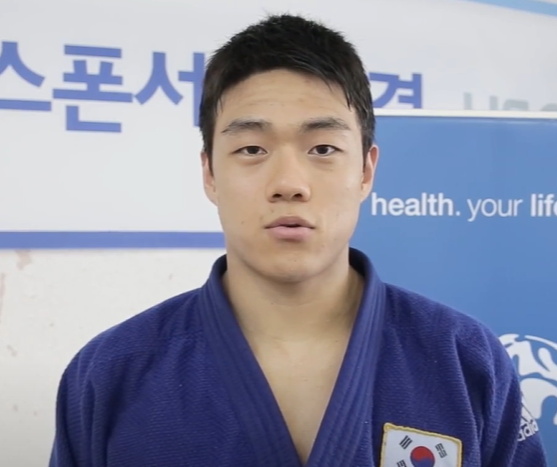
2016년의 곽동한